# Shūsaku Endō
Pour les articles homonymes, voir Endo.
Shūsaku Endō (遠藤 周作, Endō Shūsaku), né le 27 mars 1923 à Tokyo (Japon) et mort dans la même ville le 29 septembre 1996 d'une hépatite, est un écrivain japonais, connu pour avoir écrit sur sa foi catholique. Avec Junnosuke Yoshiyuki, Shōtarō Yasuoka, Junzō Shōno, Hiroyuki Agawa, Ayako Sono et Shumon Miura, Endō est catégorisé comme un « écrivain de la troisième génération », le troisième groupe d'écrivains majeurs apparus après la Seconde Guerre mondiale.

## Biographie
Peu après la naissance de Endō à Tokyo en 1923, sa famille déménage à Dalian dans le territoire de Kwantung en Mandchourie. Son père est employé de banque.
Ses parents divorcent en 1933 et sa mère part avec lui vivre chez sa sœur, une fervente catholique, à Kōbe, Japon. Il reçoit le baptême à onze ans, avec sa mère qui se convertit au catholicisme à son retour en 1934 et lui donne une éducation catholique. À ce sujet, Endō dit que « mon baptême n'était pas, de ma part, un acte libre ».
Il commence ses études de la littérature française à l'université Keio de Tōkyō en 1943, mais il les interrompt pendant la guerre pour travailler dans une usine de munitions. Il n'est pas mobilisé à cause de sa mauvaise santé. À cette époque, il contribue à plusieurs journaux littéraires et, en 1968, il devient le rédacteur en chef de l'un de ces journaux, le prestigieux Mita Bungaku.
Ensuite, il reçoit une bourse et étudie à l'université de Lyon en France de 1950 à 1953. Il est, dans la période après-guerre, parmi les premiers étudiants japonais en France. Il se passionne pour la littérature catholique moderne notamment, les romans de Graham Greene et François Mauriac. Il dit de ses études : « un étudiant en littérature étrangère était quelqu'un qui était constamment confronté à une incompatibilité entre la littérature étrangère et lui-même ».
Après ses études, il revient au Japon pour tenter sa chance comme écrivain. Son succès est presque immédiat. En 1955, il est lauréat du prix Akutagawa, le prix littéraire le plus prestigieux du Japon, pour son roman Shiroi hito (L'Homme blanc).
Endō épouse Okada Junko en 1955, avec qui il a un fils, Ryunosuke, né en 1956,.
Tout au long de sa vie, Endō souffre de graves problèmes de santé, notamment des maladies pulmonaires (y compris la tuberculose). Pendant sa vie d'adulte, il cumule plusieurs années de séjours dans des hôpitaux. Entre autres, il subit une thoracoplastie (la résection d'une ou plusieurs côtes) et une lobectomie en 1961 qui lui enlève un poumon entier,.
Endō décède le 29 septembre 1996 à l'hôpital universitaire de Keio de complications liées à une hépatite,.

## Inspirations et thèmes
Ses livres s' appuient sur ses expériences de vie d'enfant et d'adulte :  les stigmates d'être un catholique au Japon et un étranger en France,; la difficulté extreme de la communication et de la compréhension interculturelles; sa lutte contre ses maladies pulmonaires, et la vie d'un patient hospitalisé.
Ses livres reflètent aussi ses questionnements spirituels touchant les relations, souvent difficiles, entre sa foi catholique, qui apparaît dans tous ses livres et en est souvent un élément central, et les traditions culturelles et religieuses japonaises,. Il a lui-même décrit cette relation comme suit: 
J'avais découvert mon unique thème à creuser durant toute ma vie. Et qu'est-ce ce thème? C'était comment prendre mes distances d'un christianisme qui m'était proche. C'était comment retailler moi-même le costume occidental que ma mère m'avait fait enfiler et le changer en un vêtement japonais qui conviendrait bien à mon physique japonais. 
La plupart de ses personnages sont en proie à de complexes dilemmes moraux et de leurs choix conduisent souvent à des résultats mitigés, voire tragiques.
Ses oeuvres sont souvent comparées à celles de Graham Greene. En fait, Greene lui-même a désigné Endō comme étant l'un des meilleurs écrivains du XXe siècle. Pour sa part, Endō a dit qu'il ne commence jamais à écrire un livre sans d'abord relire La Fin d'une liaison, un roman de Graham Greene paru en 1951.

## Œuvres traduites en français et adaptations au cinéma
La plupart de ses livres sont traduits en français, et beaucoup ont été adaptés au cinéma.

### Traductions
- 1958 : La Mer et le poison (海と毒薬?), roman traduit par Miho Moto et Colette Yugué, Buchet-Chastel, 1979. (Ce roman se passe principalement à l'hôpital de Fukuoka durant la Seconde Guerre mondiale et traite des vivisections mortelles effectuées sur des pilotes américains écrasés et capturés. Il est écrit du point de vue personnel d'un des médecins, et du point de vue à la troisième personne d'un de ses collègues qui opèrent, réalisent des expériences sur les six membres d'équipage et les tuent. Cette histoire, basée sur un fait authentique, a été adaptée au cinéma en 1986 par Kei Kumai, les rôles principaux étant tenus par Eiji Okuda et Ken Watanabe.)
- 1959 : Un admirable idiot (おバカさん?), roman traduit (de l'anglais) par Nicole Tisserand, Buchet-Chastel, 1981. (L'histoire d'un Français aimable, innocent mais naïf qui visite le Tōkyō d'après-guerre.)
- 1959-1985 : Une femme nommée Shizu, dix nouvelles (Les Derniers Martyrs ; Les Ombres ; Un homme de cinquante ans ; Adieu ; Le Retour ; La Vie ; Un homme de soixante ans ; Le Dernier Souper ; La Boîte ; Une femme nommée Shizu) traduites par Minh Nguyen-Mordvinoff, Denoël, 1997 ; réédition Gallimard ("Folio"), 2000. (A noter que le recueil Le Dernier souper et autres nouvelles, paru chez Gallimard ("Folio") en 2003, est composé de trois de ces nouvelles : Les Ombres ; Le Retour ; Le Dernier souper).
- 1960 : Volcano (火山?), roman traduit (de l'anglais) par Ariel Marinie, Buchet-Chastel, 1984 ; réédition 10/18, 1992.
- 1963 : Fuda no tsuji, dans Anthologie de nouvelles japonaises contemporaines (Tome I), nouvelle traduite par Catherine Cadou, Gallimard, 1986.
- 1964 : La Fille que j'ai abandonnée (わたしが・棄てた・女?), roman traduit par Minh Nguyen-Mordvinoff, Denoël, 1994 ; réédition Gallimard ("Folio"), 1998. (Dans le Japon des années 1960, un étudiant cherche à tout prix à avoir une aventure sexuelle. Maladroitement, une jeune paysanne se laisse « séduire » par pitié, car elle présente une légère infirmité et lui abandonne sa virginité. Froidement, il la repousse ensuite, mais son souvenir le hante et il se sent coupable d'avoir abusé de sa gentillesse. Elle reste amoureuse de lui et vit en rêvant de le retrouver.)
- 1965-1979 : Douleurs exquises, dix nouvelles (Un homme de quarante ans ; Un sale type ; "Cet homme-là" ; Mater dolorosa ; Unzen ; Le Jour d'avant ; Silhouettes ; Amis d'enfance ; Temps de guerre ; Japonais à Varsovie) traduites par Catherine Ancelot, Denoël, 1991 ; réédition Le Livre de poche (collection "Biblio"), 1996. (La nouvelle "Cet homme-là" est disponible dans une autre traduction, sous le titre "Une partie de moi-même", dans Cahiers du Japon n° spécial 1985 (La Littérature dans le Japon d'après-guerre - p. 23-29), Editions Sully, 1985.)
- 1966 : Silence (沈黙?), roman traduit (de l'anglais) par Henriette Guex-Rolle, Calmann-Lévy, 1971 ; réédition Denoël, 1992 ; réédition Gallimard ("Folio"), 2010. (Livre le plus célèbre d'Endō, généralement considéré comme son chef-d'œuvre, il s'agit d'un roman historique racontant l'histoire d'un missionnaire portugais, fondé sur la figure historique de Cristóvão Ferreira, dans le Japon du début du XVIIe siècle, qui apostasie, mais uniquement aux yeux des autres, le protagoniste gardant en fait en secret sa foi chrétienne.)
- 1974 : En sifflotant (口笛をふく時?), roman traduit (de l'anglais) par Anne Guglielmetti, Buchet-Chastel, 1985 ; réédition 10/18, 1992.
- 1980 : L'Extraordinaire voyage du samouraï Hasekura (侍?), roman traduit (de l'anglais) par Daniel Lemoine, Buchet-Chastel, 1987 (réimpression 1991). (Roman historique qui relate la mission diplomatique conduite par Tsunenaga Hasekura au Mexique et en Europe au XVIIe siècle.)
- 1986 : Scandale (スキャンダル?), roman traduit par Catherine Ancelot, Editions Stock (collection "Nouveau cabinet cosmopolite"), 1988 ; réédition Le Livre de Poche (collection "Biblio"), 2001. (Ce livre, dont l'action se déroule à Tōkyō, parle d'un romancier qui se retrouve lui-même pris dans le scandale du titre.)
- 1993 : Le Fleuve sacré (深い河?), roman traduit par Minh Nguyen-Mordvinoff, Denoël, 1996 ; réédition Gallimard ("Folio"), 2000. (Se déroulant en Inde, ce livre raconte le voyage physique et spirituel d'un groupe de touristes japonais confrontés à une vaste gamme de dilemmes spirituels et moraux dans leurs vies respectives.)

### Adaptations au cinéma
- 1968 : Pavane pour un homme épuisé - Metteur en scène : Masaki Kobayashi
- 1969 : Watashi ga suteta onna (La Fille que j'ai abandonnée) - Metteur en scène : Kirio Urayama (Shūsaku Endō y fait une apparition)
- 1971 : Silence - Metteur en scène : Masahiro Shinoda
- 1976 : Saraba natsuno hikariyo - Metteur en scène : Shigeyuki Yamane
- 1981 : Mayonaka no shōtaijō - Metteur en scène : Yoshitarō Nomura
- 1986 : La Mer et le Poison - Metteur en scène : Kei Kumai (produit par Shūsaku Endō)
- 1988 : Yojo no jidai - Metteur en scène : Shun'ichi Nagasaki
- 1995 : Fukai kawa (Le Fleuve Sacré) - Metteur en scène : Kei Kumai
- 1997 : Aisuru (adaptation de La Fille que j'ai abandonnée) - Metteur en scène : Kei Kumai
- 2017 : Silence (adaptation de Silence) - Metteur en scène : Martin Scorsese

## Récompenses
- 1955 : prix Akutagawa pour L'Homme blanc (白い人, Shiroi hito?)
- 1966 : prix Tanizaki pour Le Silence (沈黙, Chinmoku?)
- 1978 : prix Yomiuri pour Christo no tanjō (キリストの誕生?)
- 1995 : Ordre de la Culture